# Dive!!
Dive!! (Nhật: ダイブ！！ Hepburn: Daibu!!, n.đ.: "Nhảy cầu thể thao") là một loạt tiểu thuyết được viết bởi Mori Eto. Bốn tiểu thuyết được xuất bản bởi Kodansha giữa 20 tháng 8 năm 2000 và ngày 08 tháng 8, năm 2002. Một series anime TV bắt đầu phát sóng vào ngày 6 tháng 7 năm 2017.

## Nội dung
Câu chuyện xoay quanh câu lạc bộ nhảy cầu Mizuki Diving Club (MDC) và Sakai Tomoki. MDC đã rơi vào những thời điểm khó khăn, và các nhà tài trợ của họ đang chuẩn bị liên tục hỗ trợ của họ. Họ hứa sẽ cho câu lạc bộ thêm một năm nữa để hỗ trợ nếu huấn luyện viên mới, Asaki Kayoko, có thể đưa một trong những thành viên vào Thế vận hội trong một năm.

## Nhân vật

### Nhân vật chính
Sakai Tomoki (坂井 知季 (Bản Tỉnh Trí Quý))
Lồng tiếng bởi: Kaji Yūki
Diễn xuất bởi: Hayashi Kento
Một học sinh trung học ở MDC, người đã chơi nhảy cầu trong sáu năm. Cậu ta có một sự linh hoạt tự nhiên và một tầm nhìn năng động tuyệt vời. Lúc đầu cậu là vận động viên nhảy cầu bình thường, nhưng nhanh chóng được cải tiến dưới sự hướng dẫn của Kayoko.
Fujitani Yōichi (富士谷 要一 (Phú Sĩ Dục Yếu Nhất))
Lồng tiếng bởi: Sakurai Takahiro
Diễn xuất bởi: Ikematsu Sosuke
Cậu ta là nhà vô địch trung học trong ba năm liên tiếp. 
Okitsu Shibuki (沖津 飛沫 (Trung Tân Phi Mạt))
Lồng tiếng bởi: Nakamura Yuichi
Diễn xuất bởi: Mizobata Junpei

### Nhân vật phụ
Maruyama Reiji (丸山 レイジ (Hoàn Sơn Lễ Thứ))
Lồng tiếng bởi: Uchiyama Kōki
Ōhiro Ryō (大広 陵 (Đại Khoát Lăng))
Lồng tiếng bởi: Ōsaka Ryōta
Yoshida Sachiya (吉田 幸也 (Cát Điền Hạnh Dã))
Lồng tiếng bởi: Kobayashi Yūsuke

### HLV MDC
Asaki Kayoko (麻木 夏陽子 (Ma Mộc Hạ Dương Tử))
Lồng tiếng bởi: Nazuka Kaori
Fujitani Keisuke (富士谷 敬介 (Phú Sĩ Dục Kính Giới))
Lồng tiếng bởi: Konishi Katsuyuki
Ōshima Chikara (大島 力 (Đại Mã Lực))
Lồng tiếng bởi: Hatano Wataru

### Đối thủ
Teramoto Ken'ichirō (寺本 健一郎 (Tự Bản Kiện Nhất Lang))
Matsuno Kiyotaka (松野 清孝 (Tùng Dã Thanh Hiếu))
Lồng tiếng bởi: Ono Kenshō
Yamada Atsuhiko (山田 篤彦 (Sơn Điền Đốc Ngạn))
Lồng tiếng bởi: Sugita Tomokazu
Tsuji Toshihiko (辻 利彦辻 (Thập Lợi  Ngạn))
Lồng tiếng bởi: Aoi Shōta
Hiryama Jirō (平山二郎 (Bình Sơn Nhị Lang))
Lồng tiếng bởi: Kawanishi Kengo

### Người thân của Tomoki
Sakai Hiroya (坂井 弘也 (Bản Tỉnh Hoàng Dã))
Lồng tiếng bởi: Kimura Ryōhei
Nomura Miu (野村 未羽 (Dã Thôn Vị Vũ))
Lồng tiếng bởi: Hidaka Rina

## Sản xuất

### Tiểu thuyết
Dive!! là một series light novel được viết bởi Mori Eto. Bốn tankobon đã được Kadokawa xuất bản từ ngày 20 tháng 4 năm 2000 đến ngày 8 tháng 8 năm 2002. Kodansha phát hành series này trong hai bunkobon vào ngày 26 tháng 5 năm 2006. Một phiên bản kết hợp của hai bunkobon cũng được phát hành vào ngày 18 tháng 6 năm 2016 dưới dạng một cuốn sách điện tử.

### Manga
Chuyển thể Mâng hợp tác với Ikeno Masahiro xuất bản trong Shogakukan Weekly Shonen Sunday giữa năm 2007 và 2008.
Một manga mới được minh hoạ bởi Akashiba Ruzuru đã được công bố và được xuất bản trên tạp chí Young Ace của Kadokawa.

### Phim
Một bộ phim dựa trên tiểu thuyết được phát hành vào năm 2008 và đạo diễn là Kumazawa Naoto cùng diễn viên chính là Hayashi Kento.

### Anime
Anime sẽ được phát sóng vào ngày 6 tháng 7 năm 2017 trên kênh Noitamina của Fuji TV. Suzuki Kaoru chỉ đạo ở Zero-G, Machida Touko phụ trách kịch bản và Hayashi Yuki chịu trách nhiệm soạn nhạc. Ca khúc mở đầu là "Taiyō mo Hitoribocchi" do ban nhạc Qyoto của Kyoto thực hiện. Chủ đề ca khúc kết thúc là "New World" do nghệ sĩ solo Hashimoto Yūta biểu diễn. Nó được phát trực tuyến bởi Amazon trên Anime Strike.
| Tập | Tên tập                     | Ngày phát sóng      |
| --- | --------------------------- | ------------------- |
| 1   | "Chìm xuống nước xanh"      | 6 tháng 7 năm 2017  |
| 2   | "Tập trung sức nhảy"        | 13 tháng 7 năm 2017 |
| 3   | "Hoà vào làn nước tung toé" | 20 tháng 7 năm 2017 |
| 4   | "Những chàng trai mạnh mẽ"  | 27 tháng 7 năm 2017 |
| 5   | "Một ngày xám xịt"          | 3 tháng 8 năm 2017  |
| 6   | "Đôi mắt kim cương"         | 10 tháng 8 năm 2017 |
| 7   | "Bạn thân mến"              | 17 tháng 8 năm 2017 |
| 8   | "Vậy nên, tôi đố kị cậu!"   | 24 tháng 8 năm 2017 |
| 9   | "Chặng đường sắp tới"       | 31 tháng 8 năm 2017 |
| 10  | "Cuộc gặp gỡ quái vật"      | 7 tháng 9 năm 2017  |
| 11  | "Giai đoạn cuối cùng"       | 14 tháng 9 năm 2017 |
| 12  | "Concrete Dragon"           | 21 tháng 9 năm 2017 |

### Kịch nói
「DIVE!!」The Stage được trình diễn tại Nhà hát 1010 vào ngày 20-30 tháng 9 năm 2018 và Hội trường Pilotin Morinomiya vào ngày 6-7 tháng 10 năm 2018.

#### Diễn viên
Sakai Tomoki - Naya Ken
Fujitani Yoichi - Makishima Teru
Okitsu Shibuki - Saiki Takuma
Ohiro Ryou - Daishi Sugie
Maruyama Reiji - Takahashi Kensuke
Asaki Natsuko - Nazuka Kaori
Yamada Atsuhiko - Adachi Hayato
Jiro Hirayama - Miyagi Hirohiro
Kiyotaka Matsuno- Yusuke Seto
Tsuji Toshihiko - Nishino Tamori
Fujitani Keisuke - Karahashi Mitsuru